# Izvoarele mezotermale Răbăgani
Izvoarele mezotermale Răbăgani este o arie protejată de interes național ce corespunde categoriei a IV-a IUCN (rezervație naturală de tip zoologic), situată în vestul Ttansilvaniei, pe teritoriul județului Bihor.

## Localizare
Aria naturală se află în parte central-sudică a județului Bihor (în nord-vestul în depresiunea Beiușului, la poalele Dealurilor Vălanilor), pe teritoriul administrativ al comunei Răbăgani, în imediata apropiere a drumului național DN care leagă municipiul Deva de Oradea.

## Descriere
Rezervația naturală a fost declarată arie protejată prin Legea Nr.5 din 6 martie 2000 (privind aprobarea Planului de amenajare a teritoriului național - Secțiunea a III-a - zone protejate, publicată în Monitorul Oficial al României, Nr.152 din 12 aprilie 2000) și se întinde pe o suprafață de 0,50 hectare.
„Izvoarele mezotermale Răbăgani” alcătuiesc o zonă naturală formată din două bazine cu ape mezotermale (temperatura medie 35-40o) ce favorizează menținerea unei faune de gasteropode relicte din speciile Theodoxus prevostianus (specie protejată aflată pe lista roșie a IUCN) și Fagotia acicularis (melci) ; precum și a unor specii de broaște. 

## Obiectiv turistic aflat în vecinătate
- Biserica de lemn „Sfântul Teodor Tiron” din Brătești, construcție secolul al XVIII-lea, monument istoric.